# 王有翰
王有翰（1930年—），山西省盂县东关南村人。中国人民解放军少将。
1945年9月参加八路军，担任华北野战军64军191师副师长，后升任沈阳军区军训部副部长、部长，解放军第64军参谋长，后升任沈阳军区赤峰守备区司令员，1985年，担任辽宁省军区司令员。1988年，授予少将军衔。